# 문지초등학교
문지초등학교는 대한민국 대전광역시 유성구 문지동에 있는 초등학교다.

## 학교 연혁
- 1946년 11월 12일 구즉공립국민학교 문지분교장 설립(4학급)
- 1949년 10월 1일 문지국민학교로 승격 개교
- 1996년 3월 1일 문지초등학교로 개명
- 2019년 2월 15일 제68회 졸업(졸업생 총 7,950명)
- 2019년 3월 1일 29학급 편성(특수학급 2학급 포함)
- 2020년 2월 14일 제69회 졸업(졸업생 총 8,069명)
- 2020년 3월 1일 28학급 편성(특수학급 2학급 포함)

## 참고 자료
- 문지초등학교 - 한국교육학술정보원 학교알리미